# Papahānaumokuākea
Papahānaumokuākea is een uitgestrekt en geïsoleerd lineair cluster van kleine, laaggelegen eilanden en atollen met omringende oceaan, in het noordwestelijk deel van de Hawaiiaanse archipel. Het gebied strekt zich uit over een lengte van 1931 km en werd in 2010 door UNESCO op de Werelderfgoedlijst geplaatst. Het is een gemengd werelderfgoed vanwege het natuurlijk én cultureel belang. Op 15 juni 2006 heeft president George W. Bush Papahānaumokuākea tot Marine National Monument verklaard.
Het gebied heeft een diepe kosmologische, traditionele betekenis voor de Native Hawaiiaanse cultuur als voorouderlijke omgeving, als belichaming van het Hawaíiaanse concept van verwantschap tussen de mens en zijn natuurlijke omgeving en als plaats, waarvan men gelooft dat het leven er ontstaat en waar de geesten na de dood naar terugkeren.
Op twee eilanden, Nihoa en Necker, zijn archeologische resten gevonden van pre-Europese nederzettingen.
Een groot deel van het omvangrijke gebied bestrijkt een pelagische zone en diepzee-habitats, met opvallende kenmerken zoals onderzeese bergen, uitgebreide koraalriffen, atols en lagunes.
Het is een van de grootste beschermde mariene gebieden in de wereld.